# جامعة غيانا
جامعة غيانا في جورج تاون، غيانا، هي مؤسسة التعليم العالي الوطنية في غيانا. تأسست في أبريل 1963 مع المهمة التالية: «اكتشاف وتوليد ونشر وتطبيق المعرفة على أعلى مستوى لخدمة المجتمع والأمة والبشرية جمعاء في جو من الحرية الأكاديمية التي تسمح بالمجان والاستفسار النقدي».
تقدم جامعة غيانا أكثر من 60 برنامجًا للطلاب الجامعيين والخريجين، بما في ذلك العلوم الطبيعية، والهندسة، والدراسات البيئية، والغابات، والتخطيط الحضري والإدارة، والدراسات السياحية، والتعليم، والفنون الإبداعية، والاقتصاد، والقانون، والطب، والبصريات، والتمريض. تتوفر العديد من البرامج عبر الإنترنت، وكذلك الفصول الخارجية في أربعة مواقع، في جورج تاون وبلدات آنا ريجينا، إيسيكويبو؛ الزيزفون، ديميرارا العليا؛ وأمستردام الجديدة، بيربيس. يبلغ عدد الطلاب المسجلين في المؤسسة في عام 2016 حوالي 8000 طالب، وقد تخرج منها أكثر من 20000 طالب، والذين استمروا في تمثيل جميع المهن المهنية محليًا وإقليميًا ودوليًا. تعد الجامعة أيضًا مساهمًا رئيسيًا في القطاعين العام والخاص والاقتصاد الوطني لغيانا.

## التاريخ
اعتبر تشيدي جاغان، رئيس وزراء غيانا البريطانية آنذاك، أن جامعة جزر الهند الغربية التي ساهمت حكومته فيها منذ عام 1948، لا تلبي طلب مواطنيه للتعليم العالي. في 4 يناير 1962، كتب جاغان إلى هارولد درايتون، ثم في غانا، ليطلب منه طلب مشورة دو بويز بشأن بدء جامعة جديدة.
عاد درايتون إلى غيانا البريطانية في ديسمبر 1962، وبناءً على نصيحته كتب جاغان إلى العلماء الاشتراكيين في المملكة المتحدة والولايات المتحدة، بما في ذلك جوان روبنسون في جامعة كامبريدج، وبول باران في جامعة ستانفورد، ولانسيلوت هوغبن في برمنغهام إلى إشراكهم في تعيين الموظفين.
افتتحت الجامعة على أراضي كلية كوينز في أواخر عام 1963. كان أول مستشار لها هو إدغار مورتيمر ديوك وكان أول مدير لها ونائب المستشار عالم الأحياء والرياضيات البريطاني لانسلوت هوغبن.
جامعة غيانا هي مؤسسة التعليم العالي الوطنية الوحيدة في غيانا. تأسست في أبريل 1963 مع المهمة التالية: «لاكتشاف وتوليد ونشر وتطبيق المعرفة بأعلى مستوى لخدمة المجتمع والأمة والبشرية جمعاء في جو من الحرية الأكاديمية التي تسمح بالمجان والاستفسار النقدي». بدأت عملياتها في أكتوبر من نفس العام في كوينز كولدج، المدرسة الثانوية الأولى في البلاد، قبل أن تنتقل إلى الحرم الجامعي في تركيا في عام 1970. في البداية، اقتصرت البرامج على الفنون والعلوم الطبيعية والعلوم الاجتماعية. تم إنشاء كلية التربية في عام 1967، وتبعتها كلية التكنولوجيا في عام 1969، بدأ معهد التعليم عن بعد والتعليم المستمر (IDCE)، كوحدة خارجية، في عام 1975، كليات الزراعة (1977) والصحة العلوم (1981)، وكان الأخير نتاجًا للعلوم الطبيعية.
تم إنشاء وحدة الغابات في عام 1987 وأصبحت لاحقًا جزءًا من كلية الزراعة، وفي عام 2003 اندمجت كليتا الآداب والتربية لتصبح كلية التربية والعلوم الإنسانية. بالإضافة إلى ذلك، شهد مطلع الألفية تشكيل مدرسة علوم الأرض والبيئة (SEES)، التي ولدت من اندماج قسم الجغرافيا ووحدة الدراسات البيئية. كما تم إنشاء مركز التنوع البيولوجي، وهو وثيق الصلة بالأنشطة التي تتبعها مدرسة علوم الأرض والبيئة وكلية الزراعة والغابات، ومركز تكنولوجيا المعلومات (CIT)، الذي يخدم الجامعة بأكملها. توسعت جامعة غيانا في عام 2000 بإضافة حرم تاين الجامعي في مقاطعة بيربيس. (في أكتوبر 2016، كجزء من إعادة تنظيم أوسع، تم تحويل مدرسة علوم الأرض والبيئة إلى كلية الأرض والدراسات البيئية، مع عميد كرئيس أكاديمي وإداري للوحدة.)
تقدم الجامعة شهادة، ودبلومة، ودرجة جامعية، ودرجة دراسات عليا (دراسات عليا)، وبرامج درجات مهنية. يتم تسليم هذه البرامج من خلال الوحدات التنظيمية السبع التالية، تسمى الكليات، ويرأس كل منها عميد: الزراعة والغابات؛ دراسات الأرض والبيئة؛ التربية والعلوم الإنسانية؛ العلوم الصحية، مع كلية الطب؛ علوم طبيعية؛ العلوم الاجتماعية؛ والتكنولوجيا. أكبر وحدة هي كلية العلوم الاجتماعية، مع الأقسام السبعة التالية: دراسات الأعمال والإدارة. مركز دراسات الاتصال؛ اقتصاديات؛ الحكومة والشؤون الدولية؛ الدراسات العليا؛ قانون؛ وعلم الاجتماع. يقدم قسم الدراسات التجارية والإدارية، وهو أكبر وحدة في كلية العلوم الاجتماعية، ثلاثة برامج؛ المحاسبة والمصرفية والمالية والتسويق. بالإضافة إلى ذلك، تضم حوالي 1500 طالب، وهي أكبر مجموعة فردية في كلية العلوم الاجتماعية، وأعضاء هيئة التدريس 15 (10 بدوام كامل و5 بدوام جزئي). علاوة على ذلك، تدير بشكل مشترك كومنولث تعلم الماجستير في إدارة الأعمال والشؤون العامة.
أنشأت الجامعة أول برنامج دكتوراه، وهو الدكتوراه في التنوع البيولوجي، في عام 2019. هذا البرنامج متعدد التخصصات، ويمتد إلى ثلاث كليات: علوم الأرض والبيئة، والعلوم الطبيعية، والزراعة والغابات. حصل الخريجون الأوائل على شهاداتهم عام 2021.

## التنظيم والهيكل
تنقسم الجامعة إلى عدد من الكليات:
- كلية علوم الأرض والبيئة
- كلية العلوم الطبيعية
- كلية العلوم الاجتماعية
- كلية التربية والعلوم الإنسانية
- كلية العلوم الصحية
- كلية التكنولوجيا
- كلية الزراعة والغابات
- كلية ريادة الأعمال وابتكار الأعمال
- معهد التعليم عن بعد والتعليم المستمر[6]

## مشاهير

### الخريجون
- مهاداي داس، كاتب جوياني
- جمال دين، أستاذ ورئيس قسم الأبحاث الكندية، جامعة ماكماستر، كندا
- أودين إسماعيل، دبلوماسي وسفير جوياني
- دينيس ويليامز، رسام وعالم آثار جوياني

### أعضاء هيئة التدريس والإداريين
- جويس سبارر أدلر، ناقد أمريكي وكاتب مسرحي ومعلم، وكذلك عضو هيئة تدريس مؤسس للجامعة عام 1963
- ديريك بيكرتون، محاضر سابق، وأستاذ فخري في اللسانيات في جامعة هاواي، هونولولو
- هوراس ب. ديفيس، خبير اقتصادي ماركسي من الولايات المتحدة
- مايكل جيلكس، كاتب وأكاديمي جوياني
- ستانلي جريفز، رسام جوياني، الرئيس السابق للفنون الإبداعية في الجامعة
- ريتشارد هارت، سياسي ومحامي جامايكي
- لانسلوت هوغبن، عالم الحيوان وعالم الوراثة الإنجليزي
- عبد الرحمن سليد هوبكنسون، كاتب جوياني وأستاذ في الجامعة (1966-1968)
- علي مزروعي، أكاديمي الدراسات الإفريقية والإسلامية
- كليم سيشاران، كاتب جوياني
- برتراند رامشاران، المستشار السابق للجامعة
- شريداث رامفال، وزير خارجية جويانا السابق (1972-1975) والأمين العام الثاني للكومنولث (1975–90)
- والتر رودني، كاتب ومنظر سياسي من عموم إفريقيا
- روبرت روبنارين، كاتب وسياسي وأكاديمي جوياني
- كلايف واي توماس، أستاذ الاقتصاد المتقاعد ومدير معهد دراسات التنمية

## روابط خارجية
- الموقع الرسمي: جامعة غيانا